# Aquin (arrondissement)
Aquin (Haïtiaans-Creools: Aken) is een arrondissement van het Haïtiaanse departement Sud, met 218.000 inwoners. De postcodes van dit arrondissement beginnen met het getal 83.
Het arrondissement Aquin bestaat uit de volgende gemeenten:
- Aquin (hoofdplaats van het arrondissement)
- Saint-Louis-du-Sud
- Cavaillon